# Palos Verdes Estates
Palos Verdes Estates és una ciutat dels Estats Units a l'estat de Califòrnia. Segons el cens del 2000 tenia 13.340 habitants.

## Demografia
Segons el cens del 2000, Palos Verdes Estates tenia 13.340 habitants, 4.993 habitatges, i 4.119 famílies. La densitat de població era de 1.075,3 habitants/km².
Dels 4.993 habitatges en un 32,8% hi vivien nens de menys de 18 anys, en un 75,7% hi vivien parelles casades, en un 4,7% dones solteres, i en un 17,5% no eren unitats familiars. En el 15% dels habitatges hi vivien persones soles el 8,2% de les quals corresponia a persones de 65 anys o més que vivien soles. El nombre mitjà de persones vivint en cada habitatge era de 2,67 i el nombre mitjà de persones que vivien en cada família era de 2,96.
Per edats la població es repartia de la següent manera: un 23,2% tenia menys de 18 anys, un 4,1% entre 18 i 24, un 19,8% entre 25 i 44, un 33% de 45 a 60 i un 19,9% 65 anys o més.
L'edat mediana era de 47 anys. Per cada 100 dones de 18 o més anys hi havia 92,8 homes.
Entorn de l'1,1% de les famílies i el 2,2% de la població estaven per davall del llindar de pobresa.

## Poblacions més properes
El següent diagrama mostra les poblacions més properes.